# 19585 Zachopkins
19585 Zachopkins è un asteroide della fascia principale. Scoperto nel 1999, presenta un'orbita caratterizzata da un semiasse maggiore pari a 3,1022036 UA e da un'eccentricità di 0,1752317, inclinata di 2,64635° rispetto all'eclittica.